# 20e arrondissement de Budapest
Le 20e arrondissement de Budapest ou Pesterzsébet (/ˈpɛʃtɛɾʒeːbɛt/, hongrois : Budapest XX. kerülete), anciennement Erzsébetfalva, Pestszenterzsébet, est un arrondissement de Budapest, capitale de la Hongrie.

## Localisation
Le 20e arrondissement est situé au sud de Budapest.

## Quartiers
L'arrondissement contient les quartiers suivants :
- Pestszenterzsébet (anciennement Erzsébetfalva)
- Gubacsipuszta
- Kossuthfalva
- Pacsirtatelep
- Pesterzsébet-Szabótelep